# Resolució 98 del Consell de Seguretat de les Nacions Unides
La Resolució 98 del Consell de Seguretat de les Nacions Unides, aprovada el 23 de desembre de 1952, va instar els governs de l'Índia i Pakistan a iniciar negociacions immediates sota els auspicis del Representant de les Nacions Unides per a l'Índia i el Pakistan per arribar a un acord sobre la quantitat específica de tropes que es mantindrien de cada costat de la línia d'alto el foc al final del període de desmilitarització establert anteriorment. Tal com ha suggerit el representant de l'ONU, aquest número hauria de ser entre 3.000 i 6.000 en el costat pakistanès i 12.000 i 18.000 en el costat indi. La resolució va agrair al Representant de l'ONU els seus esforços, va demanar als governs de l'Índia i el Pakistan que informessin al Consell, a tot tardar, trenta dies després de l'aprovació d'aquesta resolució i va demanar al Representant de les Nacions Unides que informés al Consell de qualsevol progrés.
La resolució va ser aprovada per nou vots a cap. La Unió Soviètica es va abstenir i Pakistan no va participar en la votació.